# Eleftheria terrae
Eleftheria terrae (en abrégé E. terrae) est le nom provisoire d'une bactérie à Gram négatif découverte en 2014. Elle a la particularité d'avoir été mise en culture dans son biotope grâce à la mise au point d'un dispositif spécialement adapté à cet effet, l'isolation chip.
E. terrae est remarquable pour sa production de teixobactine, un antibiotique qui semble être efficace contre les bactéries pathogènes à Gram positif qui ont développé une résistance aux antibiotiques existants.